# Francesca Llopis i Planas
Francesca Llopis i Planas   (Barcelona, 1956) és una artista visual catalana, especialitzada en pintura i videoart. Formada a l'escola EINA, la seva carrera s'inicià als anys 1980 a Barcelona, on viu. Ha desenvolupat la seva activitat també a llocs tan dispersos com ara Berlín, Varsòvia, el Japó i Corea. Recentment, ha participat al festival BigDraw al museu Picasso (2017), i ha fet instal·lacions per Òmnium Cultural en el festival Llum BCN 2019, per l’Ajuntament de Barcelona amb la instal·lació Llum! al castell de Montjuïc (desembre del 2016 al febrer del 2017), una videoinstal·lació sobre La Ricarda (Casa Gomis Bertrand) al MNAC el 2022 com a part del festival LOOP Barcelona, i una instal·lació al Centre d'Arts Santa Mònica el 2024, entre d'altres.

## Biografia
Es matricula a l'escola EINA el 1976 on coincideix amb Dani Freixes, América Sánchez, Albert Ràfols-Casamada, Maria Girona i Manel Esclusa, entre d'altres. Entre el 1979 i el 1981 comparteix estudi d'interiorisme amb Josep Maria Civit i Toni Auquer i obté una beca de residència artística al Teater Studio dins del Pałac Kultury de Varsòvia. El cop d'estat significa un punt d'inflexió a la seva obra. Va començar a exposar el seu treball l'any 1981.
Entre el 1983 i el 1986 fa diverses exposicions. Història d'una temptació a MedaMOTHI a Montpeller, Barcelona trasbalsada al Metrònom i Els dits gèlids a la galeria Maeght, a Barcelona, i Tráfico de efectos a la galeria Montenegro de Madrid. El 1988 fa residència d'artista a l'Accademia di Roma i a l'Écolle des Beaux Arts de Nimes.
El 2002 presenta la seva primera videoinstal·lació 2 habitacions amb vistes, un retrat social de Barcelona. El 2004 a ETC tracta l'absència de les dones artistes en la història de l'art. El 2009 comença una nova etapa pictòrica. El 2015 exposa Dealers of memory al Japó, que consta de dues intervencions: la videoinstal·lació Apunts per un iceberg, a l'escola de Kurokawana i la instal·lació Llibre de llàgrimes al temple de Myoken. També al Japó fa l'acció Traction action a partir d'unir la humanitat amb l'Univers a través de l'infinit amb petjades de pigment rosa dels caminants de la ciutat. El 2017 presenta la instal·lació Llum! amb neó i vidre al Castell de Montjuïc de Barcelona, com una reflexió sobre la memòria històrica, la performance us & the state of things a Köln, Barcelona i altres llocs, i Big Draw al Museu Picasso de Barcelona amb Insecta’m i Enjardina’t.
Les seves obres estan basades i tenen com a focus principal els seus viatges i la natura, treballant la pintura, el dibuix i les vídeo instal·lacions i col·laborant sovint amb altres artistes com Barbara Held i Robert Wyatt. El seu recorregut i obra pictòrica comença amb l'arquitectura i les influències del neoexpressionisme dels anys 80, els quals li serveixen per a poder representar la cultura urbana. Les seves influències venen, sobretot, de l'expressionisme abstracte.
Conserven obra de Francesca Llopis el Museu d'Art Contemporani de Barcelona, el Museu de Terrassa el Museu d'Art de Sabadell. i el Museu d'Art Modern de Tarragona (Esperant els Déus).

## Selecció d'obres

### Artístiques
- 6.8.89 Tian'anmen,[26] Hospitalet-Art (Barcelona, Espanya, 1989)
- 7 murals, obra permanent, Mercat de la Boqueria amb Carme Pinós (Barcelona, Espanya, 2011)
- Llum![19][27] al Castell de Montjuïc (Barcelona, 2017)
- Nosaltres & l'estat de les coses,[28] Museu Molí Paperer (Capellades, Espanya, 2018)

### Llibres
- Francesca Llopis. Un Embolic magnífic Fundació Espais, 1997.
- Francesca Llopis. Duc un cuc al cap Barcelona, Fundació Espais d'Art Contemporani, 2006.
- Francesca Llopis Paranys Foscos Lleida, Ajuntament de Lleida; Valls: FAC, 1997.